# Wilhelm Aduatz
Wilhelm Franz Josef Aduatz (* 14. Juni 1916 in Straß; † 24. Jänner 1978 in Wien) war ein österreichischer Architekt und Ingenieur.

## Familie
Aduatz war ein Sohn des k.u.k. Polizeibeamten Andreas Aduatz (* 25. November 1862) und dessen Ehefrau Maria (geborene Pierzl, * 23. Jänner 1875), einer aus Kärnten stammenden Englischlehrerin. Seine Eltern hatten am 21. Juni 1905 in Pola geheiratet. Er wurde am 1. Juli 1916 auf den Namen Wilhelm Franz Josef getauft. Der Vater stammte ursprünglich aus dem Komitat Ödenburg in Ungarn. Er hatte drei Geschwister, darunter den Architekten Gustav Aduatz und der Maler Friedrich Aduatz. Am 12. Oktober 1940 trat er in Graz aus der katholischen Kirche aus. Am 2. Dezember 1944 heiratete er standesamtlich in Graz.

## Leben und Wirken
Aduatz studierte von 1936 bis 1939 an der Technischen Hochschule Graz und war vor allem in der Steiermark tätig. Er listete im Zweiten Weltkrieg seinen Kriegsdienst ab und wurde 1946 Assistent an der Hochschule. Von 1948 bis 1965 war er als Lehrbeauftragter an der TH Graz tätig und war von 1949 bis 1951 Vorstandsmitglied der Sezession Graz. Seit 1948 war er als freischaffender Architekt sowohl in Österreich als auch in Deutschland tätig.
Werke (Auswahl)
- Neuer Hauptbahnhof Graz[6]
- Haupt- und Volksschule Graz-Puntigam
- Hauptschule Voitsberg
- 1952: Sonderstation der Bergarbeiter- und Unfallversicherungsanstalt Tobelbad samt Bürogebäude Lessingstraße 20 (gemeinschaftlich mit Franz Jukubetzki und Rudolf Taurer)[7]
- Gebietskrankenkasse Graz
- 1960: Aufbahrungshalle Stadtfriedhof Köflach
- 1961: Freibad in Frauenthal an der Lassnitz
- 1966–1967: Universitätskinderklinik Graz